# Patua

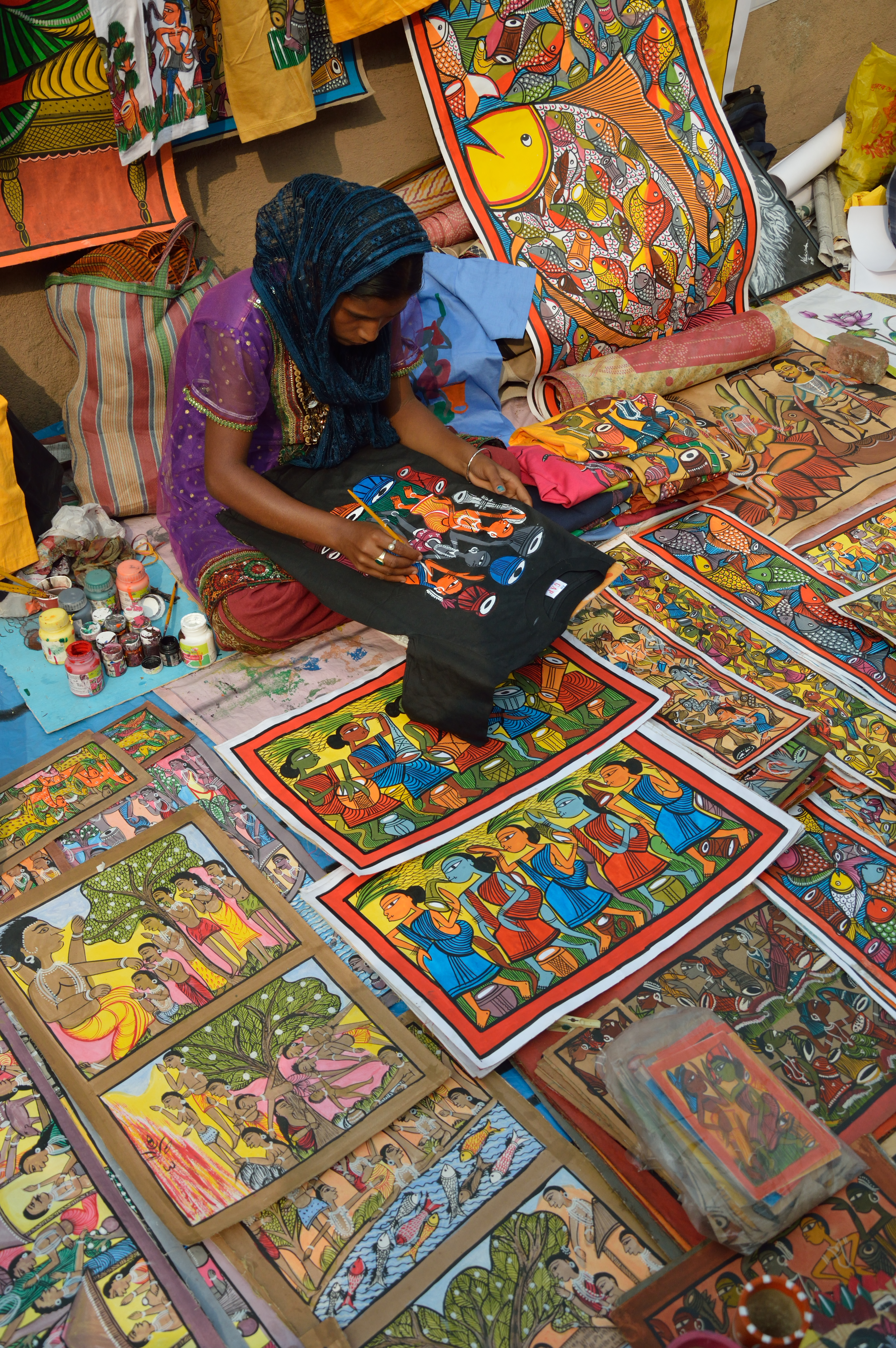
Patua verkaufen ihre Bilder auf der International Kolkata Book Fair in Kalkutta, 2013

Patua, auch Potua, Patu, Patudar, Patidar (bengalisch পটুয়া paṭuẏā), von pat, „Bildrolle“, ist eine ethnische Gruppe im Süden des indischen Bundesstaates Westbengalen, deren Mitglieder traditionell als professionelle Erzähler umherziehen und Geschichten der Volksliteratur mit Bildrollen illustrieren. Zentrales Anliegen bei den Vorführungen der Bildrollen im ländlichen Raum ist es, mit rhetorischem Geschick das Publikum zu Spenden, die als religiös verdienstvoll beschrieben werden, zu ermuntern. Seit den 1970er Jahren haben die Patua ihren Tätigkeitsschwerpunkt auf die Anfertigung und den Verkauf von Bildern und anderen kunsthandwerklichen Produkten verlagert.
Die Tradition der Bildrollen fußt in der altindischen Zeit. Die erzählenden Bilder (Sanskrit chitra, davon abgeleitet chitrakar, „Bildrollenmaler“) sind mindestens seit dem 2. Jahrhundert v. Chr. bekannt; mit der Bhakti-Bewegung Ende des 16. Jahrhunderts erlebte die Tradition ihren Höhepunkt. Die ältesten Fragmente bengalischer Bildrollen sind aus dem 17. Jahrhundert erhalten. Die mythischen Erzählungen in Bengalen beinhalten Episoden aus dem Leben des jugendlichen Gottes Krishna und seiner Gefährtin Radha, Geschichten der Schlangengöttin Manasa, des heiligen Chaitanya und aus dem Epos Ramayana. Die Tradition der Patua wird seit 100 Jahren als im Verschwinden begriffen dargestellt, sie ist jedoch auf eine veränderte Art weiterhin lebendig. Die Patua praktizieren einen muslimischen Volksglauben, der Elemente aus dem Hinduismus enthält. Dadurch gelten sie als randständig und verfügen über einen niedrigen Sozialstatus. Um die Ursprünglichkeit ihrer Malerei zu betonen, bringen sie sich mit den altindischen Bilderzählern in Verbindung, indem sie den Titel Chitrakar im Namen führen.
Eine von den Patua unabhängige, einst vermutlich aus ihnen hervorgegangene Gruppe sind die Jadopatia, die für die zu den Adivasis zählenden Santal rituelle Aufgaben übernehmen und einen Ruf als „magische Bilderzähler“ (Bengali jadu, „Magie“) genießen.

## Herkunft

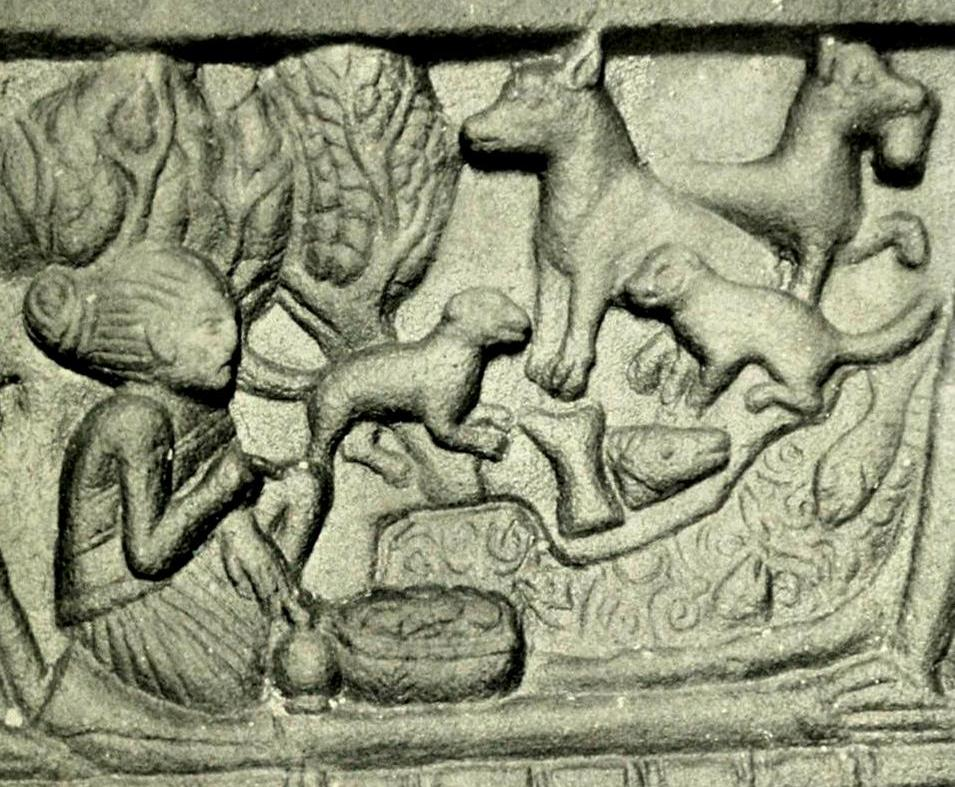
Das Relief vom Bharhut-Stupa, 2. Jahrhundert v. Chr., illustriert die Jataka-Erzählung über einen Schakal, der als schlauer Schiedsrichter auftritt und zwei Ottern ihren gefangenen Fisch abnimmt.

Goshala Mankhaliputta (auch Makkhali Gosala) lebte im 6. oder 5. Jahrhundert v. Chr. und war ein Zeitgenosse der beiden Religionsgründer Buddha und Mahavira, der selbst die religiöse Schule der Ajivikas gegründet haben soll. Im Bhagavati Sutra, einer kanonischen Schrift des Jainismus, die in den ersten Jahrhunderten n. Chr. zusammengestellt wurde, heißt es, Goshalas Vater sei ein mankha (Sanskrit, als „Bilderzähler“ übersetzt) gewesen, der bettelnd mit einem Bild umherzog, das er zeigte und dazu eine Geschichte erzählte. Eines Tages kamen Goshala Mankhaliputta und seine Frau während der Regenzeit in den Ort Saravana, der vermutlich in der Nähe der altindischen Stadt Shravasti in der Gangesebene lag, wo sie in einem Kuhstall Unterschlupf fanden. Dort brachte die Frau das Kind Goshala zur Welt (aus go, „Kuh“ und shala, „Unterschlupf“). Goshala zog in frühen Jahren wie sein Vater als Bilderzähler umher. In der Jain-Prakrit-Literatur kommt das Wort mankha häufig vor, so etwa im Aupapatika Sutra (etwa 3. bis 5. Jahrhundert). Darin wird ein Schrein für den Yaksha Purnabhadra erwähnt, an dem sich viele Schauspieler, Geschichtenerzähler, Seiltänzer, Bilderzähler (mankha) und Barden (magaha) treffen. Die Unterscheidung zwischen mankha und magaha zeigt, dass Bilderzähler neben den Geschichtenerzählern eine eigene Gruppe von Darstellern waren.
In Patanjalis Werk Mahabhashya (um 250–120 v. Chr.) werden shaubhika als professionelle Darsteller einer Theateraufführung genannt. Heinrich Lüders (1916) vertrat bei der Frage nach der Herkunft des Schattentheaters die viel zitierte These, dass das Wort shaubhika Darsteller meinte, die Schattenfiguren zeigten und dem Publikum erklärten. Auch wenn der Theaterhistoriker M. L. Varadpande diese Einschätzung übernimmt, bleibt umstritten, ob die hier genannten shaubhika Vorführer von Schattenspielen, Puppenspieler oder Bilderzähler waren. An einer Stelle schreibt Patanjali im Präsens, auf Bildern sei zu sehen, wie der dämonische König Kamsa bezwungen wird. Dies ist eine zentrale Episode aus der Legende Krishnas. Sie spricht dafür, dass es zu seiner Zeit Erzähler gab, die Bilder zeigten. Buddhistische Legenden sind erst seit dem 1. Jahrhundert v. Chr. erhalten. In den Jahrhunderten zuvor könnten die Legenden in Gestalt gemalter Bilderzählungen überliefert worden sein. Mit den Steinreliefs an bedeutenden Stupas wie Sanchi und Bharhut, die ab dem 2. Jahrhundert v. Chr. errichtet wurden, blieben vermutlich ähnliche Szenen wie auf den zeitgenössischen Bildern erhalten. Die Reliefs der Toranas von Sanchi sind quasi steinerne Bildrollen, auf denen Legenden aus dem Leben Buddhas (jataka) dargestellt sind.
Schauspieler, Tänzer, einfache Geschichtenerzähler und Bilderzähler wurden in der ersten Jahrhunderten n. Chr. in Jain-Texten begrifflich unterschieden. Der Dramatiker Banabhatta (Bana) erwähnt im 7. Jahrhundert eine Gruppe von Bilderzählern, die eine als yama pata (yamapataka) bekannte Stoffbildrolle an Stangen aufhängten und die darauf abgebildete, jenseitige Welt beschrieben, in der Belohnungen und Bestrafungen durch Yama, den Gott der Unterwelt, auf die Menschen warten. In der buddhistischen Textsammlung Samyutta Nikaya werden an einer Stelle Bilderzähler erwähnt. Buddha fragt seine Mönche, ob sie carana-citra gesehen haben und vergleicht auf deren bejahender Antwort die gemalten Bilder mit der Fähigkeit des menschlichen Geistes, eine Welt der Illusion hervorzubringen. Der im 5. Jahrhundert lebende buddhistische Gelehrte Buddhaghosa kommentiert, dass sich Buddha auf die Bilder (citra) eines umherziehenden (carana) Darstellers bezog. Der Ausdruck carana-citra (andere Umschrift charanam nama chittan) in buddhistischen Texten ist folglich mit „wanderndes Bild“ zu übersetzen und ist gleichbedeutend mit der besser bekannten Bezeichnung yama pata. Im Kuvalayamala, einem im 8. Jahrhundert von Uddyotana Suri zusammengestellten kulturgeschichtlichen Jain-Text, wird von einem wandernden Lehrer (upadhyaya) berichtet, der einem Jain-Mönch eine Bildfolge des Lebenskreislaufs (samsara, auch samsarachakra) zeigte. Darauf war die gesamte Lebenswelt abgebildet, mit Vergnügungen, Bestrafungen in der Hölle und der himmlischen Sphäre. Auf dieselbe Weise ging der in der klassischen Sanskrit-Literatur beschriebene Bildererzähler (yama pattika, wörtlich „Übermittler von Yama-Bildern“) zu den Häusern seiner Patrons, wo er yama-Bilder vorführte und religiöse Lieder sang.
Die Existenz von Bilderzählungen in altindischer Zeit geht nicht nur aus buddhistischen, jainistischen und brahmanischen Texten, sondern auch aus dem klassischen Sanskrit-Schauspiel hervor. Im Stück Dutavakya des Dramatikers Bhasa, der vor dem 6. Jahrhundert gelebt haben muss, hält Duryodhana, der älteste der fünf Kauravas, eine Bildrolle in der Hand, auf der das Entkleiden der schönen Prinzessin Draupadi zu sehen ist. Im Schauspiel Uttararamacharita des Bhavabhuti (8. Jahrhundert) zeigt Lakshmana seinem Bruder Rama und dessen Gemahlin Sita eine Bildergalerie und erklärt ihnen darauf abgebildete Episoden aus ihrem eigenen Leben. Die Vielzahl an literarischen Erwähnungen macht deutlich, dass die Tradition der Bildervorführer und Sänger mit belehrenden Erzählungen in altindischer Zeit beliebt und weit verbreitet war.

## Verbreitung

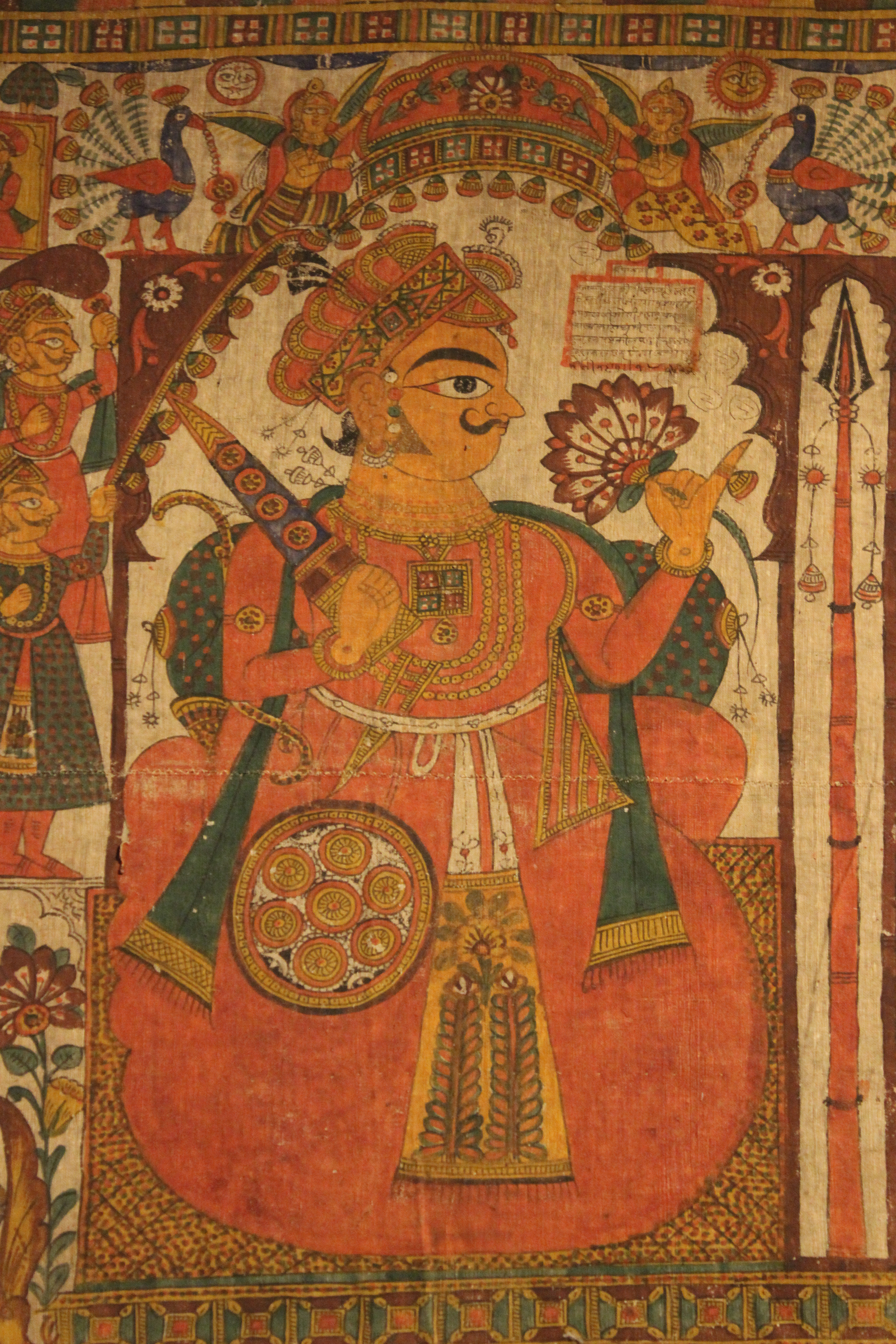
Ausschnitt aus der Bildrolle Pabuji ki phad der Bhopas in Rajasthan, enthält Geschichten über den als heilig verehrten Rajputenprinzen Pabuji des 14. Jahrhunderts. Nationalmuseum Neu-Delhi.

Nach Ansicht von Victor H. Mair (1988) beeinflussten die altindischen Bilderzähler vergleichbare Traditionen in China. In der Tang-Dynastie (618–907) gab es in China die erzählenden Gesänge Bianwen und in Höhlentempeln die Wandbilder Bianxiang, die von Mair und anderen Forschern in Verbindung gebracht werden, weil sie Episoden aus denselben buddhistischen Legenden abbilden, die den Gesängen zugrunde lagen, und damit vermutlich eine Form bildhafter Erzählung waren. In Japan entstand im 10. Jahrhundert das Emakimono, eine Bilderzählung, die szenenweise aufgerollt wird.
In der von König Somesvara der zentralindischen Chalukya-Dynastie im 12. Jahrhundert verfassten Enzyklopädie Manasollasa werden die Bilderzähler chitra kathak genannt, zusammengesetzt aus Sanskrit citra, chitra, unter anderem „Bild“, und katha, kathi, „Geschichte“. Neben den Patua in Ostindien hat sich auch in einigen westindischen Regionen die Tradition der Bildervorführer erhalten. Hierzu gehört die Paithan-Malerei des 19. Jahrhunderts aus der gleichnamigen Stadt im Distrikt Aurangabad im Bundesstaat Maharashtra. Die Bilderzähler (chitrakathi) aus Paithan bemalten keine Bildrollen, sondern verwendeten auf Papier gemalte Bilder, die zu einer Serie (poti) gebündelt wurden. Ähnliche Bildstapel verwenden bis heute die citrakathi in einigen Dörfern um die Stadt Sawantwadi im Süden von Maharashtra, die mit Bildern auftreten, die beidseitig auf ein 30 × 40 Zentimeter großes, braunes Papier gemalt sind. Der Vorführer spricht die Dialoge im Wechsel mit einem neben ihm sitzenden Akteur, begleitet von einem Musikensemble, welches eine Sanduhrtrommel (huduk, verwandt mit der hurka), eine dreisaitige Langhalslaute (tambura, entspricht einer ektara) oder ein Harmonium und Zimbeln (jhanjh) spielt. Fünf bis sechs Personen werden für eine Bildervorführung benötigt. Diese wenig bekannten Gruppen führen daneben ein Marionettenspiel und das Schattenspiel Chamadyache bahulya auf.
Die in den altindischen Schriften erwähnten yama pattika als eine Gruppe von Bilderzählern, die sich auf das Herzeigen von Szenen aus der Hölle spezialisiert haben, sind noch heute im Osten Indiens zu finden. Der Bengali-Name ihrer Bildrollen, yam pot, sprich „Yama-Bildrolle“, ist von Sanskrit yama pata abgeleitet. Bis Anfang des 20. Jahrhunderts zeigten buddhistische Bettler in Japan entsprechende Höllen-Bildrollen her, die yemma yezu (yemma, emma abgeleitet von yama und yezu, „Bild“) hießen. Yam pot-Bildrollen sind eines der Hauptthemen, die Jadopatia vorführen. Die Jadopatia gehören wie die Patua zu den Bengalen, stehen aber in einer sozialen und kulturellen Verbindung mit den Santal.
Im Bundesstaat Gujarat pflegt die niedrige Kaste der Garoda eine entsprechende Tradition mit Bildrollen erzählenden Inhalts, von denen mindestens drei Höllenqualen und den Todesgott Yama darstellen. Die Garoda sind Priester der Volksreligion und betätigen sich neben der Präsentation von Bilderzählungen als Astrologen, Handleser und Horoskopmaler. Ihre illustrierten Erzählungen sind mit Wasserfarben auf über drei Meter lange und 35 Zentimeter breite Papierrollen (Gujarati tipanu) gemalt, die vertikal geöffnet werden. Eine Bildrolle der Garoda zeigt in der Eröffnungsabbildung einen Krug (purna ghata), auf dem eine Kokosnuss platziert ist umgeben von einem Tempelschrein. Danach folgen mythische Volkserzählungen aus Gujarat und Episoden aus den Puranas über verschiedene Götter. Die abschließenden Szenen (yama pata) behandeln Höllenqualen, die Menschen im Jenseits durchleiden. Der Vorführer erzählt und singt religiöse Lieder (bhajans). Die Garoda verstehen ihre Betteltouren mit Bildrollen als Pilgerreise (jatra); die Bildrollen nehmen dabei die symbolische Bedeutung eines beweglichen Tempelschreins (ratha) an und die Pilgerreise wird zum rathajatra, der religiösen Umschreitung des Tempelwagens.

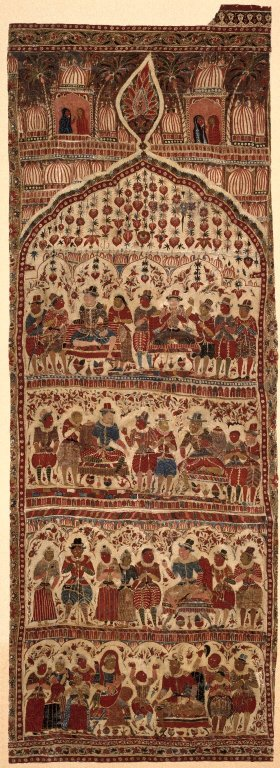
Südindischer Wandteppich kalamkari mit Bilderzählungen auf Baumwollstoff. Brooklyn Museum, 1610–1640.

Bis heute am lebendigsten ist die chitrakatha-Tradition in Rajasthan, wo die Kastengruppe der Bhopas lange, bemalte Stoffbildrollen, genannt phad, zeigen und erklären (phad bachana). Das Stoffbild, das die gesamte Geschichte enthält, wird zwischen zwei in den Boden gesteckten Holzstäben oder vor einer Wand aufgespannt. Die Bildrolle Pabuji ki phad handelt von dem als heilig verehrten Rajputenprinzen Pabuji aus dem 14. Jahrhundert. Ein Bhopa begleitet seine Erzählung selbst auf der Spießlaute ravanahattha. Gleichbedeutend mit phad oder par ist das persische Wort parda für Bilder. Im Iran zogen in der Kadscharenzeit Bilderzähler mit großen, 3,5 × 1,5 Meter messenden Bildern (parda) umher, die mit Ölfarben auf Leinwand gemalt waren. Der pardadari („Vorhanghalter“) sang die Erzählung von der tragischen Schlacht von Kerbela, während er auf die einzelnen Szenen zeigte.
In Südindien sind Bilderzählungen in den Bundesstaaten Andhra Pradesh und Karnataka bekannt. In Andhra Pradesh heißen mit Pflanzenfarben auf Baumwollstoff gemalte Bilderzählungen kalamkari (in Telugu auch varata pani). Die kalamkari wurden früher als Wandbehänge für Tempel gemalt und basieren offensichtlich auf der Tradition der Bilderzähler. Einen Zusammenhang mit einem gemalten Bild, einer Erzählung und einer dramatischen Darbietung stellt ferner das religiöse Ritualtheater nagamandala her, bei dem im Tempel ein Besessenheitsritual um ein Bodenbild aufgeführt wird.
Die tibetischen Rollbilder (thangka) entstanden nach Ansicht von Giuseppe Tucci (1949) aus der Kombination von indischen Bildrollenerzählungen (pata), magisch-religiösen Schaubildern (mandala) und gemalten Heiligenlegenden, die Geschichtenerzähler an religiösen Stätten verwendeten. Der Ursprung von ache lhamo, wie die in der ersten Hälfte des 15. Jahrhunderts eingeführte Tradition der tibetischen Oper heißt, soll bei wandernden buddhistischen Geschichtenerzählern (lama mani) liegen, die mindestens seit dem 12. Jahrhundert mit Stöckchen auf Bildrollen zeigten, während sie populäre Geschichten aus den Jatakas sangen.
In Nordostthailand tragen buddhistische Mönche bei der jährlichen Phra Wet-Prozession eine 20 bis 40 Meter lange und ein Meter breite, bemalte Stoffbahn aus Baumwolle, auf der das Vessantara Jataka dargestellt ist, um den Tempel. Anschließend wird die Bildrolle in der Versammlungshalle des Tempels gezeigt, während Mönche die darauf abgebildeten Geschichten aus dem vorletzten Leben Buddhas rezitieren.
Auf der indonesischen Insel Java entwickelte sich Anfang des 13. Jahrhunderts eine Erzähltradition mit auf Palmblattstreifen gemalten Bildern. Vermutlich im 14. Jahrhundert entstand daraus die bis heute bekannte Form des wayang beber, bei der jeweils vier Szenen, die sich auf einer waagrecht weitertransportierten Bildrolle befinden, nacheinander gezeigt werden. Die mythischen Erzählungen handeln vom javanischen Helden Panji.

## Vom Patua zum Chitrakar
Die Inhalte der altindischen und mittelalterlichen Bilderzähler sind nur fragmentarisch bekannt, weshalb die heutigen, regional agierenden Gruppen nur allgemein als Bewahrer dieser Tradition betrachtet werden können. Es ist unklar, wann die besondere bengalische Form dieser Tradition entstand. Die ältesten erhaltenen Fragmente bengalischer Bildrollen stammen aus dem 17. Jahrhundert und befinden sich im National Handicrafts and Handlooms Museum in Neu-Delhi. Wesentlich besser erhalten sind in der ersten Hälfte des 19. Jahrhunderts entstandene Bildrollen, die zur Sammlung des Victoria and Albert Museum in London gehören. Sie sind vom höfischen Miniaturstil der Mogulmalerei beeinflusst. Als das Mogulreich nach dem Tod Aurangzebs (1707) zerfiel, verlegte Murshid Quli Khan, der unter Aurangzeb Diwan von Bengalen war, seinen Hauptsitz von Dhaka nach Maksudabad, das er in Murshidabad umbenannte. Dort wurde er der erste Nawab eines quasi selbstständigen Bengalen. Aus der von Unruhen erschütterten Mogul-Hauptstadt Delhi kamen Maler nach Murshidabad, die ihre höfische Maltradition mitbrachten. In der Verschmelzung mit einer regionalen buddhistischen Malkunst und der Kunst der Bildrollenmaler entwickelte sich in Murshidabad ein eigener Stil. Die meisten Bildrollen in Museen stammen vom Ende des 19. oder Anfang des 20. Jahrhunderts und können einer anderen, volkstümlichen Malerei zugerechnet werden.
Der frühe Höhepunkt der Bilderzählungen lag vermutlich am Ende des 16. Jahrhunderts, als die religiöse Bhakti-Bewegung in Bengalen eine große Popularität erlangte. Die zu jener Zeit gegründete vishnuitische Schule der Gaudiya Vaishnavas propagierte rhythmisches Singen, wiederholtes Rezitieren heiliger Namen (Sanskrit japa), Tanzen und theatralisches Spiel als Methoden der liebevollen Vergegenwärtigung Krishnas und seiner Gefährtin Radha. Die mythologischen Erzählungen der Bildrollen sind seit dem 15. Jahrhundert auch in der bengalischen Literatur zu finden, vermutlich wurden sie bereits längere Zeit zuvor mündlich überliefert. Die Lieddichtung (pada) der frühen bengalischen Literatur, deren älteste Periode Ende des 10. Jahrhunderts begann, handelt im Kern von der irdischen, in der Zeit verhafteten Liebe zwischen Mann und Frau, die zu einem Verlangen nach dem Göttlichen und dem Absoluten überhöht wird, wodurch letztlich die Erlösung aus dem irdischen Dasein zu erreichen ist. Ende des 16. Jahrhunderts wurde der größte Teil der umfangreichen religiösen Versdichtung Mangalkavya verfasst, die Episoden von Menschen und Göttern enthält, die auf Erden, im Himmel und manchmal in der Hölle spielen.
In der britischen Kolonialzeit werden die Patua erstmals in einem Dokument der Britischen Ostindien-Kompanie von 1757 erwähnt. Darin wird die Ansiedlung von ländlichen Bevölkerungsgruppen nach Kalkutta geregelt. Die Angaben zu den Patua bei den Volkszählungen in der zweiten Hälfte des 19. Jahrhunderts variieren beträchtlich, weil ihre Kastenzuordnung als Erzähler oder Maler und ihre lokalen Eigenbezeichnungen nicht einheitlich gehandhabt wurde. Der Begriff „Patua“ hat drei Bedeutungen: Er steht für eine Kastengruppe, deren traditioneller Beruf die Herstellung oder Präsentation eines Bildes oder einer Bildrolle (pat) ist, außerdem kann sich irgendjemand als Patua bezeichnen, der die genannten Tätigkeiten ausübt, und schließlich ist Patua ein Eigenname für Mitglieder dieser Kaste. Nach einer Volkszählung lebten 1872 im Distrikt Medinipur über 1000 „Potidars“ (Kaste) und lediglich 20 „Chitrakars“ (Maler). Francois Buchanan (in: An Account of Districts of Bihar and Patna in 1811–1812. Oriental Press, Kalkutta 1934) und Herbert Hope Risley (The Tribes and Castes of Bengal, 1891) unterschieden zwischen einer niedrig stehenden muslimischen Gruppe Patua und den Malern Chitrakar.

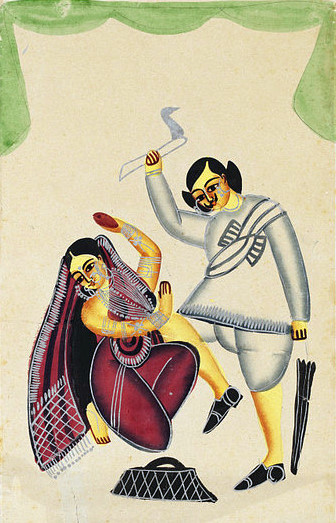
Eines der gesellschaftlichen Themen der Kalighat-Malerei illustriert den Tarakeswar-Skandal: Ein Regierungsangestellter trennte 1873 seiner Frau den Kopf ab, weil sie eine Affäre mit einem Brahmanen hatte. Die bengalische Bevölkerung fand die Mordtat verzeihlich und gab dem Brahmanen und den Eltern der Frau die Schuld. Nach zwei Jahren wurde der von einem britischen Gericht zu lebenslanger Haft verurteilte Täter auf öffentlichen Druck freigelassen. Um 1890.

Patua gelten für die Mehrheitsgesellschaften der Hindus und der Muslime als randständige Gruppe, deren Volksglauben weder der einen noch der anderer Religion zuzuordnen ist. Wie sie zu ihrem eigenen Glauben gekommen sind, erklären die Patua mit einer Ursprungslegende. Ein Patua soll einst ungefragt ein Bild von Shiva gemalt haben, der zufällig daherkam. Um das Beweisstück seiner Tat – den Pinsel – aus Angst vor Shivas Zorn zu verbergen, nahm er den Pinsel in seinen Mund. Shiva erkannte dennoch den heimlichen Maler und verfluchte verärgert alle Patua, fortan Muslime sein zu müssen. Die Patua baten daraufhin um Vergebung und beklagten, dass sie als Muslime ihrem bisherigen Broterwerb nicht mehr nachgehen könnten. Shiva lenkte gütig ein und urteilte, die Patua mögen künftig weder Hindus noch Muslime sein, sie sollten zwar die Gesetze der Muslime übernehmen, aber dennoch hinduistische Götterbilder malen dürfen.
Nach einer historisch plausibleren Begründung waren die Patua in der Mogulzeit arme, niedrigkastige Hindus, die versuchten, durch Übertritt zum Islam die Steuer (Dschizya) für nichtmuslimische Schutzbefohlene (Dhimmi) zu vermeiden, indem sie zum Islam konvertierten. Die Dschiziya wurde für Nichtmuslime in Indien zuerst von Ala ud-Din Khalji (reg. 1296–1316 über das Sultanat von Delhi) eingeführt, nachfolgend unter Firuz Schah Tughluq (reg. 1351–1388) erhoben, vom Mogulherrscher Akbar I. (reg. 1556–1605) im Jahr 1579 ausgesetzt und unter Aurangzeb (reg. 1658–1707) erneut eingetrieben.
Grundsätzlich erscheint es für niedrigkastige Hindus erstrebenswert, einer hierarchiefreien Religionsgemeinschaft anzugehören. Die Bildermaler könnten sich durch ihren Religionswechsel auch eine materielle Förderung ihrer Kunst durch die muslimischen Obrigkeiten erhofft haben. Als weiteres pragmatisches Motiv war mit dem Übertritt zum Islam der Wunsch verbunden, von den muslimischen Herrschern bewaffneten Schutz vor Räuberbanden zu erhalten. Wegen der Kopfsteuer gab es gegen die muslimischen Stellungen regelmäßig Angriffe von Aufständischen. Unter der Herrschaft des bengalischen Nawab Alivardi Khan (reg. 1740–1756) verübte eine Gruppe von Plünderern, die Bargi hieß und zur Kaste der Maratha gehörte, ab 1742 regelmäßig Raubzüge, unter denen die Bevölkerung sehr zu leiden hatte. Der Übertritt zum Islam vollzog sich allmählich, weil die Patua aus ökonomischen Gründen nicht auf die Anfertigung von Bildrollen und Götterbildern für Hindus verzichten konnten.
Die Patua sehen sich selbst als nicht ganz rechtgläubige Muslime; wenn sie in manchen Regionen als Scheduled Castes gelistet sind, dient dies mehr dem Zweck, bestimmte staatliche Sonderrechte in Anspruch nehmen zu können. Sie befolgen nicht alle religiösen Gebote des Islam und verehren dafür die hinduistische Schlangengöttin Manasa. Als Eigennamen tragen sie wie viele bengalische Muslime einen muslimischen und einen bengalischen Namen, mit letzterem werden sie häufiger angesprochen. Die soziologische Betrachtung der Patua als Nachfahren eines alten bengalischen Volksstammes oder als direkte Nachkommen der altindischen Chitrakar legt den Schwerpunkt bei der – in beiden Fällen voreingenommenen – Bewertung ihrer Bildrollen entweder auf „traditionell“ oder auf „klassisch“.
Die Schlacht bei Plassey 1757 leitete das Ende der Herrschaft der muslimischen Nawabs und die Machtübernahme durch die Britische Ostindien-Kompanie ein. Damit verfiel das Macht- und Kulturzentrum Murshidabad und die an den dortigen Palästen beschäftigten Künstler, Töpfer und sonstigen Kunsthandwerker zogen in die neue britische Hauptstadt Kalkutta. Dasselbe taten die in den Dörfern lebenden Bildrollenmaler. Die einen gründeten im Norden der Stadt das Kunsthandwerkerviertel Kumartoli (namentlich abgeleitet von kumar, „Töpfer“), in dem bereits eine alteingesessene brahmanische Oberschicht lebte. Zu dieser gehörte eine Musikerszene, in der Nidhu Babu (1741–1839) eine einflussreiche Persönlichkeit war. Einen kulturellen Gegenpol schufen die ländlichen Bildrollenmaler, die sich im Süden im später nach ihnen benannten Stadtviertel Patuapara in der Nähe des 1809 erbauten Kalitempels niederließen. Dort entwickelte sich bis zur Mitte des 19. Jahrhunderts die Kalighat-Malerei (kalighat pat), deren Stil der volkstümlichen Götterdarstellung für den religiösen Alltagsgebrauch und den Verkauf an Europäer bestimmt war. Die mythologischen Motive stammten aus den großen Epen Ramayana und Mahabharata. Ebenso fertigten die Patua ihre Bildrollen (patachitra) an. Die Missionare eines puritanischen Christentums hielten die Bilder für grob, unzüchtig und somit den zivilisatorischen Errungenschaften des christlichen Glaubens entgegenstehend. Die Kalighat-Malerei erlebte ihren künstlerischen Höhepunkt zwischen 1850 und 1890. In dieser Zeit begann sich die bengalische Oberschicht in der Bengalische Renaissance genannten Reformbewegung unter der britischen Herrschaft ihrer eigenen kulturellen Werte rückzuversichern, was mit dem Bemühen verbunden war, an die ländliche Volkskultur anzuknüpfen. Damit ging auch der Versuch einher, die bengalischen Volksgruppen unter nationalistischen Vorzeichen zu vereinen. Dennoch war Anfang des 20. Jahrhunderts die bisherige Tradition der Bildrollenvorführungen im Niedergang begriffen und die handgemalten Aquarelle vom Kalighat wurden bis um 1930 durch billige Lithografien ersetzt.

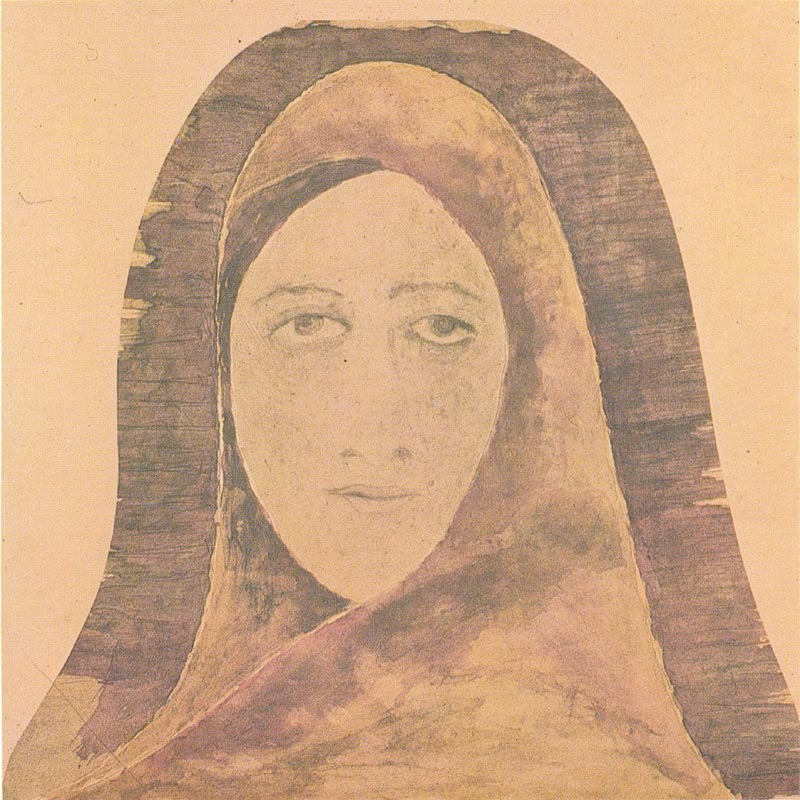
Bengal School of Art. Rabindranath Tagore: Gesicht einer Frau, vor 1941.

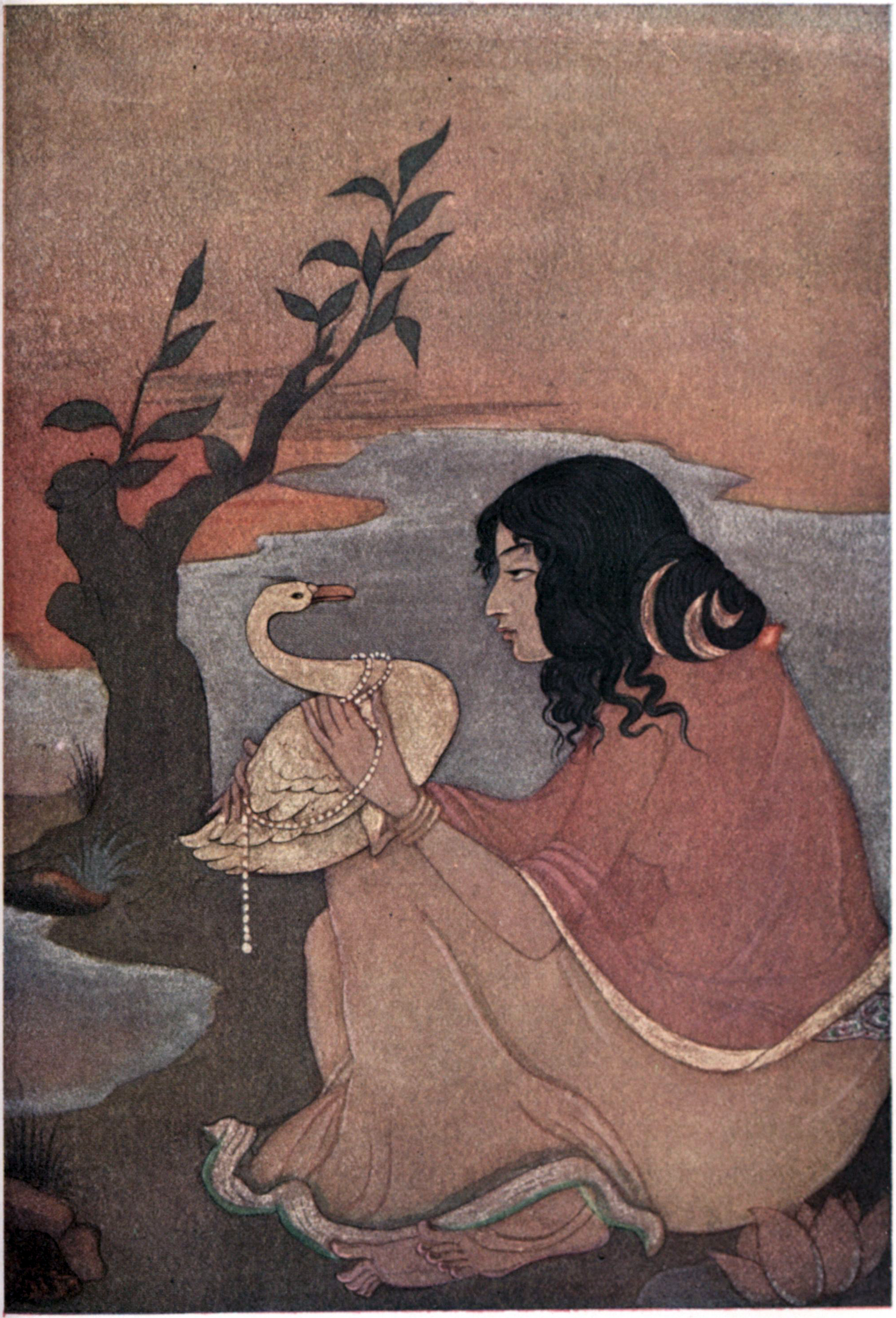
Bengal School of Art. Abanindranath Tagore: Damayanthi (schöne Prinzessin aus dem Mahabharata), 1914.

Einen Gegentrend, um die verschwindende Tradition der Patua-Bildrollen zu bewahren, stellten Anfang des 20. Jahrhunderts die ersten wissenschaftlichen Untersuchungen hierzu dar, darunter die Bemühungen des Kunsthistorikers Ajit Ghose und des Malers Mukul Chandra Dey (1895–1989), der in den ersten Jahren des 20. Jahrhunderts bei Rabindranath Tagore in Shantiniketan studierte. Tagore war von der bengalischen Volkskultur sehr angetan und nahm daraus Anleihen für sein literarisches, musikalisches und malerisches Werk. In den 1920er Jahren setzte Dey seine Studien in London fort, wo er ebenso wie Ghose zu jener Zeit mit den ausdrucksstarken und von der „primitiven“ Volkskunst beeinflussten, europäischen Stilrichtungen (wie Fauvismus, Expressionismus, Kubismus) in Berührung kam. Beide kehrten in den 1920er Jahren nach Kalkutta zurück und begannen, Kalighat-Malerei zu sammeln, die auf sie unmittelbarer wirkte als die feinsinnige, kritischer formuliert: blutleere Bengal School of Art, die im Umkreis der Tagore-Familie gepflegt wurde.
Ajit Ghose schrieb 1926 den ersten Aufsatz über die Malerei der Patua, in welchem er die Lebendigkeit dieser alten Malerei hervorhob und zugleich ihr Aussterben bedauerte. Das hinter Ghoses Beschäftigung mit der Volksmalerei der Patua stehende, nationalistische Motiv wurde nachfolgend prägend für die Arbeiten des bengalischen Volkskundlers Gurusaday Dutt (1882–1941), dem Begründer der spirituellen Bratachari-Bewegung. Dutt, der aus einer Zamindar-Familie stammte, war der erste Einwohner seines Dorfes, der die Hochschulzugangsberechtigung erlangte. Nach einem Jurastudium in Cambridge kehrte er 1905 nach Bengalen zurück und trat eine Tätigkeit im Staatsdienst an, die längere Reisen über das Land erforderte. Zum Programm von Dutt und seiner Bewegung gehörte die Wiederbelebung der in den Dörfern selten gewordenen Volkstänze und allgemein die Erhaltung der traditionellen Volkskunst. Deren Einfachheit und Spontaneität, die jedem Volk auf eine besondere Weise eigen sei, betrachtete Dutt in romantischer Verklärung als Inspirationsquelle zur Vervollkommnung des Geistes, und mit nationalistischer Euphorie erklärte er die bengalische Volkskunst schlicht zur „Nationalkultur Indiens“. Die höchste Bedeutung maß er der bengalischen Bildrollenmalerei bei, im Vergleich mit anderen traditionellen Kunstrichtungen in Indien und mit der Entwicklung der Kunst überhaupt. Dutt stelle 1932 die Bildrollen der Patua erstmals in den Räumen der 1907 von Abanindranath Tagore (1871–1951) gegründeten Indian Society of Oriental Art in Kalkutta aus. Auf ihn geht die Zuschreibung der Patua als Nachfolger der altindischen Chitrakar zurück. Rabindranath Tagore schloss sich 1934 mit einer Ausstellung dem Kreis der Bewunderer dieser Bildrollen an, deren Herkunft direkt aus der vorbuddhistischen Bildkunst des alten Indien behauptet wurde. Der Maler Jamini Roy (1887–1972), ein Schüler Abanindranath Tagores, ging in seiner stilistischen Übernahme der Patua-Malerei so weit, dass er sich als „städtischen Patua“ bezeichnete.
Mehrere nationalistische Hinduorganisationen wie Arya Samaj und Akhil Bharatiya Hindu Mahasabha bemühten sich um die vom Hinduismus Abgefallenen und versuchten sie mit „Reinigungsritualen“ zu ihrem Glauben zurückzuholen. Zugleich sollte die indische Nationalbewegung gestärkt werden. Die hiervon angesprochenen Patua fanden sich in der Bangiya Chitrakar Unnayan Samiti („Gesellschaft zur Förderung der Chitrakars von Bengalen“) zusammen. Während der in Bengalen gewaltsam ausgetragenen Religionsgruppenkonflikte in der ersten Hälfte des 20. Jahrhunderts bedeutete es für Patua eine persönliche Absicherung, sich der hinduistischen Bevölkerungsmehrheit anzuschließen. Weiterhin als Muslime in den Häusern von Hindu-Familien zu arbeiten erwies sich als zu gefährlich. Mit der Rückkehr zum Hinduismus verbanden die Patua vor allem die Rückbesinnung auf das hinduistische Rollenmodell des geachteten Bilderzählers Chitrakar. Bei der Volkszählung 1951 fanden sich die Patua schließlich als Chitrakar anerkannt, sodass beide Bezeichnungen synonym für ihre kunsthandwerkliche Tätigkeit wurden. Die Patua stellten jedoch bald fest, dass sich ihre Stellung innerhalb der Kastenhierarchie kaum gebessert hatte, weshalb sie in den folgenden Jahren zu ihrem muslimischen Glauben zurückkehrten. Den Titel Chitrakar behielten sie als Bestandteil ihres Namens bei. Immerhin hatte die Aufmerksamkeit, die ihnen aus kunstinteressierten Kreisen entgegengebracht worden war, dafür gesorgt, dass sie nun den etwas höheren Status als Handwerker (shilpi) gegenüber den umherziehenden Bettlern (bhikhari) beanspruchen konnten.
Die Übernahme des alten Namens Chitrakar versorgte die niedrigkastigen Patua mit einem Herkunftsmythos, auf den sie stolz sind. Sie führen den Ursprung ihrer Handwerkerkaste auf Vishvakarman, den göttlichen Baumeister und Urahn der Künste zurück. Er kam in Gestalt eines Brahmanen auf die irdische Welt und heiratete die ebenfalls als Mensch wiedergeborenen Apsara (himmlische Nymphe) Ghritachi. Aus deren Verbindung ging der erste Chitrakar hervor. Den Abfall von der ursprünglich hohen zu einer nunmehr niedrigen Kaste begründet der bereits erwähnte Fortgang des Mythos, in welchem ein Patua überheblich wurde, heimlich Shiva malte und dabei die Hauptsünde der Verunreinigung beging, weil er den Pinsel in den Mund nahm, mit dem er zuvor ein Gottesabbild schuf. Dies brachte die Chitrakar auf eine Sozialstufe außerhalb der Hindu- und der Muslim-Gemeinschaft. Eine andere Begründung, die den Abfall von einer einst hohen Kastenstufe begründet, steht im Brahmavaivarta Purana, das ungefähr in das 13. Jahrhundert (10. bis 16. Jahrhundert) datiert wird. Demnach verletzten die Chitrakars die ihrer Kaste auferlegten Regeln, weil sie nicht in der vorgeschriebenen Weise religiöse Bilder malten.
Der qualitative Niedergang der Patua-Malerei im 20. Jahrhundert ist eine Tatsache, die weniger der Massenproduktion für Touristen, sondern vielmehr dem ausbleibenden Publikum auf den Dörfern geschuldet ist. Dieses begann sich für Kinofilme und Fernsehen zu interessieren, wodurch die bei Dorffesten üblichen Unterhaltungsprogramme ins Hintertreffen gerieten. Früher lud man für Dorffeste oder beliebige andere Anlässe einen Patua, musizierende Bauls oder einen wundersame Dinge praktizierenden Fakir ein. Derselben Trendwende fielen vermutlich auch die dörflichen Schattenspiele zum Opfer, die nahezu in Vergessenheit gerieten, etwa das Killekyata in Karnataka oder das Chamadyache bahulya in Maharashtra.

## Heutige soziale Stellung und Tätigkeit

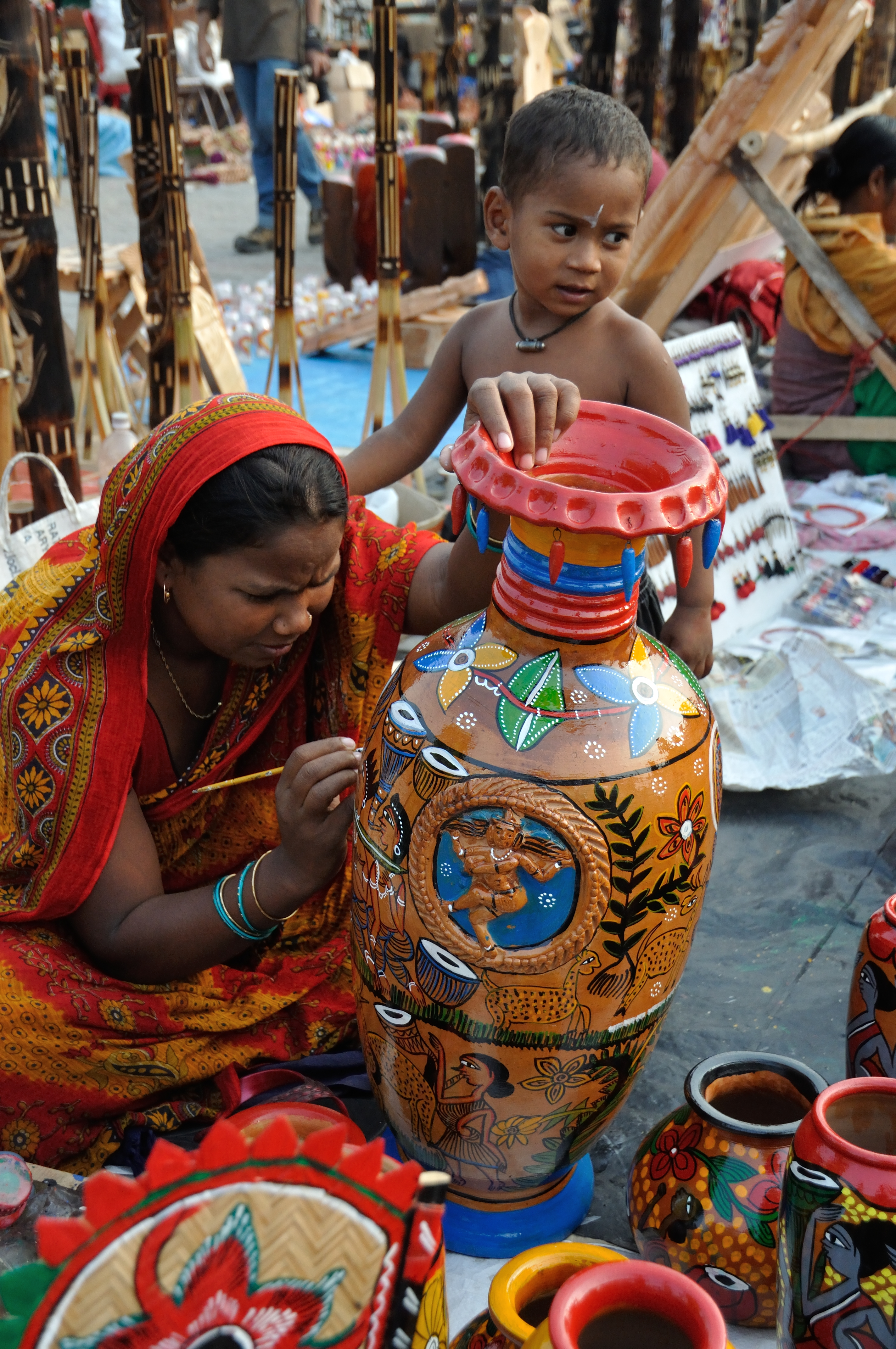
22nd West Bengal State Handicraft Expo 2014, Kunsthandwerkermarkt in Kalkutta.

Patua sind überwiegend in den Distrikten Medinipur und Birbhum, ferner in Purulia, Bankura, South 24 Parganas, Murshidabad und Haora aktiv. In ebendiesen Distrikten ist auch das alte bengalische Stabpuppenspiel danger putul verbreitet. Bis in die erste Hälfte des 20. Jahrhunderts gehörte zum traditionellen Berufsbild eines Patua, dass er für mehrere Tage oder Wochen sein Dorf verließ und in einem Gebiet umherzog, in welchem er längere Zeit nicht mehr gewesen war und er sich folglich ein gewisses Interesse an seinem Auftritt erwarten durfte. Er findet ein Publikum entweder unter den Passanten auf der Straße oder an den Gehöften der hinduistischen Unter- oder Mittelschicht, wo er zwei oder drei Bildrollen herzeigt. Sein maximal halbstündiger Vortrag beinhaltet von Episoden aus dem Ramayana mit Radha und Krishna, Erzählungen über den als heilig verehrten Mystiker Chaitanya, aus der spätmittelalterlichen, bengalischen Legendensammlung Manasamangal um die Schlangengöttin Manasa, in deren Mittelpunkt die Liebesgeschichte von Behula und ihrem Gatten Lakhindar steht, und Kommentare zu sozialen und politischen Ereignissen. Nach seiner Vorführung bettelt er um Geschenke (dan) oder um Almosen (bhiksha), die er in Form von Reis, einem Mittagessen, einem Kleidungsstück oder etwas Geld erhält. Dies ist weder die einzige Tätigkeit der Patua, noch sind allein die Patua mit der Anfertigung und Vermarktung der Bildrollen beschäftigt. Die Patua arbeiten überwiegend als Tagelöhner in der Landwirtschaft, ansonsten verrichten sie andere, für die niedrigste Schicht typische Tätigkeiten. Sie verkaufen als Hausierer selbst gefertigte Flechtwaren, Feuerwerkskörper und Götterfiguren aus Lehm, ferner treten sie als Jongleure, Schlangenbeschwörer und Magier auf. Während die Gemeinschaft der Patua über weite Gebiete Westbengalens verteilt ist, sind heute nur noch wenige Bildervorführer auf die traditionelle Weise, die nur ein geringes Einkommen verspricht, in den Dörfern der Distrikte Medinipur und Birbhum unterwegs.
Besser vermarkten sich heute die Chitrakar, die neben Bildrollen auch Papierbilder, T-Shirts und Töpferwaren mit volkstümlichen Motiven bemalen. Ihnen kommt die im Verlauf des 20. Jahrhunderts von wohlmeinenden Liebhabern der Bildrollen geförderte Inszenierung einer vom Aussterben bedrohten, traditionellen Bildrollenmalerei zugute. Zu dieser Inszenierung einer alten Kunstform gehört die häufig wiederholte Behauptung, die Patua würden natürliche Farben verwenden. Passend hierzu veranstalteten die Patua während eines dreitägigen Festivals im November 2011 im Dorf Naya einen Workshop zur Herstellung von Pflanzenfarben. Bereits 1953 wurde jedoch festgestellt, dass die Patua nicht selbst Farben herstellen, sondern importierte Farben einkaufen.

### Religion
Bei Befragungen einiger Patua 1991 ergab sich eine uneindeutige Selbsteinschätzung der eigenen Religion: Die Mehrheit bekannte sich dezidiert zum islamischen Glauben und gab an, Beschneidung (arabisch chitān, Bengali khatna, ausgeführt von einem muslimischen Beschneider), die Hochzeit nach islamischem Recht (nikah) für Erwachsene und Jugendliche einschließlich einer Morgengabe für die Braut und die islamische Scheidung (talaqnama), schriftlich festgehalten von einem Religionsgelehrten (maulvi), zu praktizieren und das islamische Glaubensbekenntnis (schahāda) vor zwei Zeugen nach der in Indien üblichen hanafitischen Rechtsschule anzuerkennen. Außerdem gaben sie an, ihre Toten in ein weißes Tuch (kafan) gehüllt nach dem Gebet (namaz) beizusetzen, den Geburtstag des Propheten (milad sharif) zu feiern und beim (hinduistischen) Hauseinweihungsritual (griha pravesh) aus dem Koran und den Hadithen zu rezitieren. Ihre Häuser bemalen sie mit Moscheen aus Mekka und Medina und sonstigen islamischen Motiven.
Eine hinduistische Minderheit verziert ihre Hauswände mit Abbildungen des Kashi-Vishwanath-Tempels und Hindugöttern. Verheiratete Frauen malen sich einen roten Punkt (bindi) auf die Stirn. In den Innenhöfen der Häuser steht der für Hindus obligate, heilige Tulsi-Busch. Kali, Lakshmi und die Volksgöttin Shashthi werden als Hausgottheiten (griha devi) verehrt. Ein religiöses Ritual ist das morgens und abends geblasene Schneckenhorn (shankh). Sie praktizieren die zu einer hinduistischen Hochzeit in Bengalen gehörende Zeremonie gaya holud. Hierbei findet ein bis zwei Tage vor der eigentlichen Trauung eine Prozession zum Haus der Braut statt. Die Braut und getrennt der Bräutigam werden in einer „Gelbfärbe-Zeremonie“ auf der Stirn mit Kurkumapulver eingerieben. Neben diesen beiden, sich eindeutig positionierenden Gruppen konnten sich einige Patua nicht zuordnen. Allen Gruppen gemeinsam war die geringe Kenntnis des kanonischen Schrifttums der von ihnen angegebenen Religionen.

### Patua im Dorf Naya

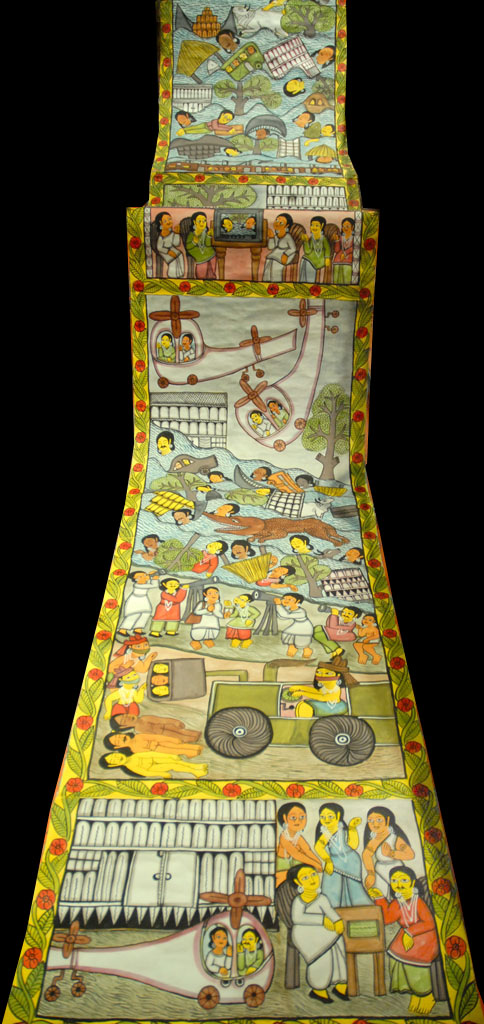
Die Bildrolle aus Naya thematisiert die Folgen des Tsunami von 2004.

Eine Ausnahme stellt das Dorf Naya (in der Verwaltungseinheit Pingla, Distrikt Medinipur, südöstlich der Stadt Medinipur) dar, das als Dorf der Chitrakar bekannt geworden ist. Dort leben 53 Patua-Familien (2011), die Bilder malen, verkaufen und ihre Hausfassaden mit denselben Motiven geschmückt haben. Naya entwickelte sich seit den 1980er Jahren zu einem Modelldorf der Patua-Bildkunst. Nichtregierungsorganisationen (NGO) starteten in Naya Förderprogramme, Ethnologen führten Feldforschungen durch und Filmemacher sorgten für die überregionale Bekanntheit dieser Keimzelle einer strategisch auf einen städtischen Interessentenkreis ausgerichteten Modernisierung. 1986 und 1991 fanden die ersten staatlich organisierten Workshops in Naya statt. Daran nahmen auch Frauen der Patua teil, die sich bislang nicht mit der Produktion der Bilder und der Erzähltradition beschäftigt hatten, die eine Domäne der Männer war. Seit einem einmonatigen Workshop, den eine NGO 1992 in Kalkutta organisierte, finden regelmäßig Kurse statt, um verarmten Patua durch Vermittlung neuer Maltechniken und nicht-narrativer Motive zu einem höheren Einkommen zu verhelfen. Der amerikanische Anthropologe Frank Korom fand Naya, das er von früheren Aufenthalten kannte, bei seinem Besuch 2010 in „eine Art lebendes Open-Air-Museum“ transformiert. Frauen sangen Erzählungen mit aktuellen Inhalten für Tagestouristen.
Eine motivische Besonderheit von Naya neben den üblichen mythologischen und einigen aktuellen Szenen ist die Laden pata genannte Bildrolle, in der die Terroranschläge am 11. September 2001 thematisiert werden. Die Inspiration zu dieser Bildrolle lieferte eine aus Kalkutta angereiste Schauspieltruppe, die im Dorf das Stück Amrika jolchhe („Amerika brennt“) aufführte. In dem Stück ging es um die politische Entwicklung vom Zweiten Golfkrieg bis zum Einsturz des World Trade Centers. Die Laden patas sind in sechs Einzelbilder aufgeteilt, beginnend mit einem wie ein dicker Fisch aussehenden Flugzeug, an dessen Spitze der Kopf Osama bin Ladens erscheint und das sich im Anflug auf die Hochhäuser befindet. Im zweiten Bild ist ein Hochhaus zu einer Säule geworden, welche die Komposition in zwei Hälften teilt. In der einen Hälfte ist der bärtige Bin Laden mit seinen Leuten im Hintergrund zu sehen, in der anderen Hälfte George W. Bush und sein Umfeld, ohne Bärte. Die beiden Widersacher telefonieren miteinander. Die folgenden Bilder beinhalten Kampfszenen. Im letzten Bild kommen wieder Bin Laden und Bush als symmetrisch positionierte, typisierte Figuren vor, die zusammen in einer Oase unter Palmen sitzen, mit Hügeln im Hintergrund. Die Symmetrie von Gut und Böse ist ein mythologisches Prinzip, das auch bei der Darstellung hinduistischer Götterfiguren und ihren dämonischen Gegnern angewendet wird. Für die Bildgestaltung eines wie in diesem Fall neuen Themas muss zuvor eine in Liedverse gefasste Erzählung vorhanden sein. Bei nicht-traditionellen Themen werden die Verse üblicherweise zu schnulzigen Melodien aus bekannten Filmen gesungen. Die in diesem Fall durchgängig gesungene Erzählung dient dazu, das historische Ereignis aus der Welt des Alltags auf eine verallgemeinernde, höhere Ebene zu übersetzen. Dieses ästhetische Konzept verbindet das Volkstheater mit den seit dem altindischen Werk über die darstellenden Künste, Natyashastra, bekannten Grundsätzen des klassischen indischen Theaters.

### Jadopatia
Das Siedlungsgebiet der Santal erstreckt sich vom Süden Jharkhands über den Westen Westbengalens und den Norden Oriyas. Außer den Jadopatia leben weitere ethnische Gruppen ohne eigenen Landbesitz in einem symbiotischen Verhältnis mit den Santal: die Schmiede-Kaste der Lohar und die Dom, die in Britisch-Indien zu den „Criminal Tribes“ gezählt wurden. Die Männer der Dom spielen bei Hochzeiten und anderen Festveranstaltungen Trommeln (die große Kesseltrommel tamak, Bengali dhamsa), ihre Frauen sind als Hebammen tätig oder piercen die Ohren der Santal-Frauen. In der Volkszählung von 1901 kommen die Jadopatia vor. Lewis Sydney Steward O’Malley schrieb 1910 in den Bengal District Gazetteers über die Jadopatia, sie seien eine kleine Kastengruppe, die nur im Distrikt Birbhum, im heutigen Distrikt Purulia (Purulia ist als Aufführungsort des Tanzdramas Chhau bekannt) und im Santal-Distrikt in Jharkhand leben. Die Jadopatia behaupteten laut O’Malley, von einem muslimischen Fakir und einer niedrigkastigen Hindufrau abzustammen und neben Allah auch Kali, Manasa, Devi und andere hinduistische Götter zu verehren.
Die Jadopatia zeigen schmale Bildrollen, die insgesamt nur ein knappes Dutzend Erzählungen umfassen. Die meisten Bilderzählungen handeln von der Geschichte und Gesellschaft der Santal, die übrigen enthalten mythologische Szenen zu Krishna, Manasa und Karna, die in Bengalen populär sind. Weder in ihrer religiösen Praxis noch in ihrer sozialen Stellung und ihrem äußeren Erscheinungsbild gibt es nennenswerte Unterschiede zwischen Patua und Jadopatia, dennoch verneinen die ebenfalls in Birbhum ansässigen Patua jede Verwandtschaft mit den Jadopatia. Äußere Beobachter im 20. Jahrhundert erwähnen die Jadopatia als eine Abspaltung der größeren bengalischen Patua-Tradition. Nach Feldforschungen von Hadders (2001) geben sich alle Jadopatia in der Öffentlichkeit als Hindus aus, einige von ihnen halten sich zusätzlich an bestimmte islamische Vorschriften. In den Bildrollen der Jadopatia finden sich keine muslimischen Motive.

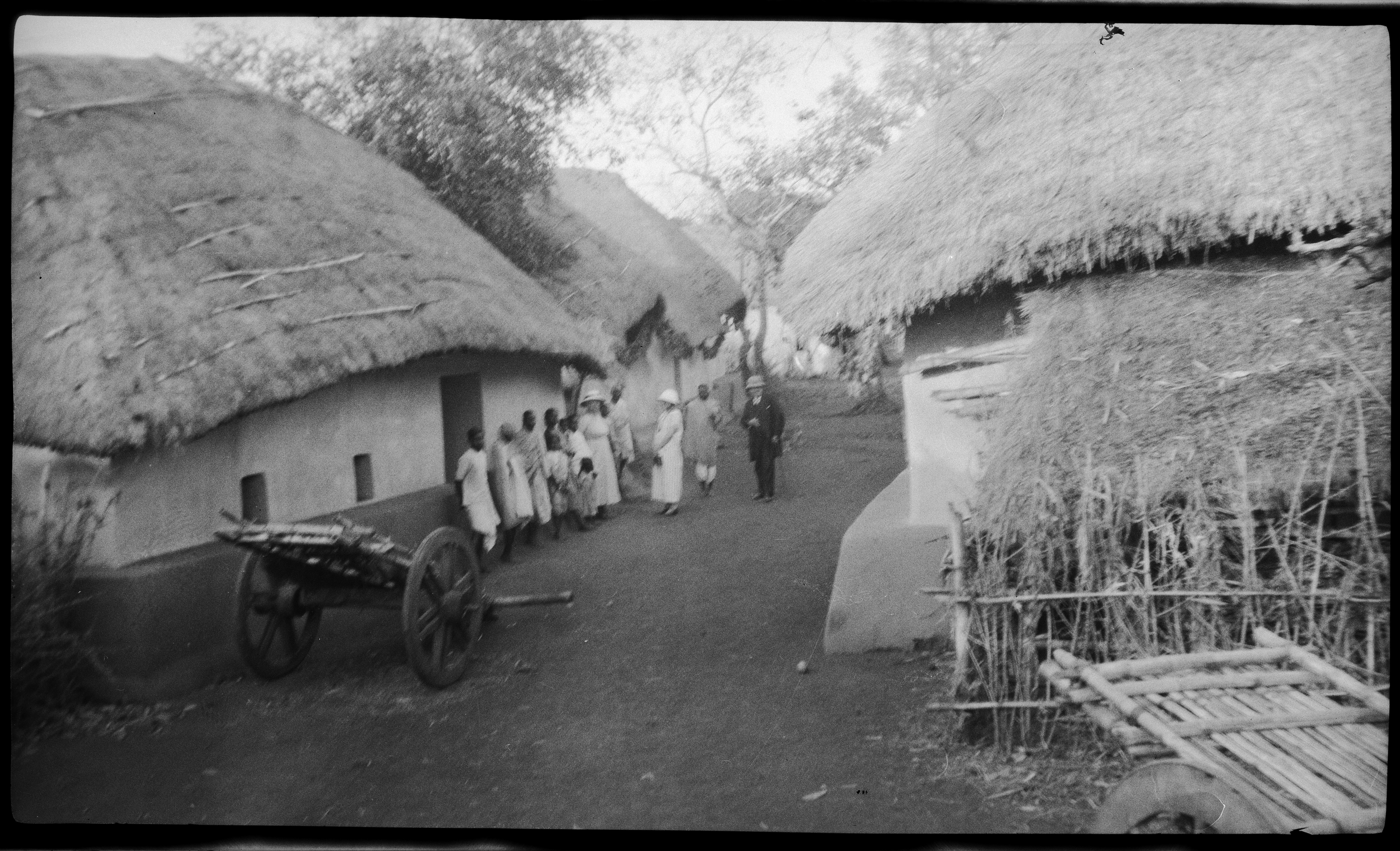
Dorf im Distrikt Santal Pargana, heute im Bundesstaat Jharkhand. Zu Besuch der Missionar Mathias Andreas Pederson (1869–1937) und seine Frau Emma Pederson, 1924. Die dänische evangelisch-lutherische Santal-Mission stand in Konkurrenz mit römisch-katholischen Missionsbemühungen.

Eine der ersten ausführlichen Beschreibungen der Jadopatia gab Gurusaday Dutt in dem Artikel The Tiger’s God In Bengal (in: Modern Review, November 1932). Der britische Kunsthistoriker William Archer übernahm 1948 die Leitung der indischen Abteilung im Victoria and Albert Museum. Sein Interesse und das seiner Ehefrau Mildred Archer galt der indischen Miniaturmalerei. In den 1940er Jahren begannen sie, bengalische Malerei zu sammeln und später zu publizieren (Kalighat Paintings: A Catalogue and Introduction. HMSO, London 1971). Die Jadopatia werden in William Archers Werk The Hill of Flutes: Life, Love and Poetry in Tribal India. A Portrait of the Santals (London 1974) kurz erwähnt sowie in Mildred Archers Indian Popular Painting (HMSO, 1977). Der Ethnologe Verrier Elwin (1902–1964) beschrieb die Jadopatia 1952 in drei kurzen Artikeln. 1980 folgte ein ausführlicher Artikel von Jean-Baptiste Faivre und Utpal Chakraborty, einem französischen Künstler und einem indischen Kunsthistoriker, die als erste Forscher eine Zeit lang bei den Jadiopatia lebten, ansonsten gab es nur wenig Veröffentlichungen über die Jadopatia bis zu Hans Hadders 2001 veröffentlichter Dissertation über The Gift Of The Eye. Mortuary ritual performed by the Jadopatia in the Santal villages of Bengal and Bihar; India.
Die Bilderzähler der Jadopatia haben stets wenig Aufhebens um sich gemacht und wurden von der Forschung in geringerem Umfang wahrgenommen als die Patua. Der Vortrag mit Bildrollen war für die Jadopatia früher wenig einträglich, heute ist ihre Malerei vom Verschwinden bedroht, weil sich nicht wie bei den Patua ein Kreis von Sammlern gewinnen ließ. Ein entscheidender Nachteil war, dass die Bildrollen nicht eigens für den Verkauf, sondern nur für den Gebrauch bei Vorführungen produziert wurden. Erst wenn eine Bildrolle durch langen Einsatz unbrauchbar geworden war, ersetzte man sie durch eine neue.
Die Jadopatia sprechen Bengali oder Hindi und verstehen auch Santali. Sie leben an den Rändern von Santal-Dörfern oder in deren Nähe und gelten als Magier (Bengali jadu, „Magie“). Die Zuschreibung „magische Maler“, also die Übersetzung von Bengali Jadupatua und Santali Jadopatia, geht auf den in Fachkreisen einflussreichen Gurusaday Dutt zurück. Danach gefragt, weisen die Jadopatia einen sprachlichen Zusammenhang zwischen jado, was keine Bedeutung haben soll, und jadu vehement zurück. Sie halten sich für religiöse Lehrer (guru), nicht für Magier. Den Namen Jadopatia erklären sie zu einer Fremdbezeichnung der Santal, sie selbst nennen sich lieber Chitrakar.
Eines der Hauptthemen, das Jadopatia den Santal vorführen, ist der König des Todes, Yama, und die in drastischen Bildmotiven gezeigte Bestrafung der Sünder in der Hölle, die nach dem ehernen Gesetz erfolgt: „Was jemand sät, wird er ernten.“ In den yam pot-Bildrollen (auch jom pat) wird dargestellt, wie Fehlverhalten gegen die moralischen Gesetze der Santal zu einer Strafe führt. Verrier Elwin (1952) zitiert die Erzählung zu einer Bildrolle, in der Yama den Sohn von Pilchu Haram auffordert, er müsse einen bestimmten Teil seines Geldes hergeben, um nach seinem sündigen Leben der Bestrafung zu entgehen. Pilchu Haram und Pilchu Budi sind in der Schöpfungsgeschichte der Santal der erste Mann und die erste Frau. In den Höllen-Bildrollen kommen einige Szenen vor, in denen Santal Qualen erleiden, weil sie den Jadopatia nichts gegeben haben, was Elwin als Erpressung bezeichnet. Bei dieser Art, auf die Ängste der Santal vor dem Tod zu zielen, machen die Jadopatia von ihrem Ruf Gebrauch, magische Fähigkeiten zu besitzen. Diesen Ruf verstärken sie durch Abbildungen der Göttin Kali, zu deren Attributen eine Halskette aus Schädeln gehört. Die furchterregende und zerstörerische Kali symbolisiert die Unentrinnbarkeit vor dem Tod.
Neben der Anfertigung von Bildrollen vollziehen die Jadopatia ein auf die Santal zugeschnittenes Totenritual, das früher eine lohnende Einkommensquelle darstellte, heute jedoch nur noch ein Almosen einbringt. In welcher Weise durch dieses Ritual Jadopatia für die Santal zu Magiern, Repräsentanten des Totengottes Yama und zu Brahmanenpriestern werden, ist Gegenstand von Analysen, die eine genaue Kenntnis der Jenseitsvorstellungen der beteiligten Gruppen verlangen. Verrier Elwin (1952) bekam den Ablauf vermutlich von einem Jadopatia geschildert: Wenn ein Santal gestorben ist, bereitet er sich mit Reinigungsritualen auf seinen Einsatz vor. Dafür stellt er ein Gefäß mit Wasser unter sein Bett, in das er etwas gelben Kurkuma und einige Reiskörner hineingetan hat. Dann legt er sich schlafen. Wenn er im Traum das Gesicht des Verstorbenen erkennt, steht er auf und blickt auf die Wasseroberfläche in dem Gefäß und sieht darin eine Spiegelung desselben Gesichts und einige Dinge, die ihm als sein rechtmäßiges Erbe zustehen. Der Jadopatia fertigt nach seiner Vision eine Zeichnung des Verstorbenen an. Den weiteren Ablauf gibt eine Schilderung von Gurusaday Dutt (1932) wieder, die von verschiedenen Autoren zitiert wird: Mit der gemalten Skizze in der Hand begibt sich der Jadopatia zum Haus des Verstorbenen. Das Bild zeigt nur ungefähr eine menschliche Figur, deren Geschlecht und Alter mit dem Verstorbenen übereinstimmt. Es fehlt die Iris der Augen. Der Jadopetia erklärt den Hinterbliebenen, der Verstorbene irre ziellos und blind solange im Jenseits umher, bis er von ihnen Geschenke (dan) erhalten würde. Danach könne er als Brahmane (Bengali thakur, auch Bezeichnung für Gott) und Priester (purohit) das chakshudan-Ritual durchführen, wodurch dem Verstorbenen das Augenlicht verliehen wird. Die geforderten Geschenke seien zur Weiterleitung an den Verstorbenen bestimmt; bereits zuvor gemachte Geschenke seien vom Todesgott Yama abgegriffen worden, ohne den Verstorbenen erreicht zu haben. Chakshudan heißt der nun folgende magische Akt des Jadopetia, mit seinem Pinsel schwarze Punkte für die Iris in die Augen zu malen.
Entscheidend für das Gelingen dieser Aktion ist die professionelle Überredungskunst des Jadopatia, der es fertigbringt, dem Santal Details der Skizze als tatsächliches Abbild des Verstorbenen zu erklären. Verrier Elwin nannte das geschickte Vorgehen der „magischen Bildermaler“ eine „spirituelle Erpressung“, die auf der Vorstellung von Schuld und deren Sühne im Jenseits basiert. Die Problematik solcher Begriffe in diesem Zusammenhang hängt mit der Schwierigkeit zusammen, zwischen dem mythologischen Denken der Santal und dem der Jatopadia unterscheiden zu können, die beide wiederum von hinduistischen Sichtweisen beeinflusst sind. Zugrunde liegt die hinduistische und buddhistische Vorstellung der Seelenwanderung, die bei den Santal unbekannt ist und auch für ihr eigenes Totenritual nicht gebraucht wird. Ein Wort für die „Seele“ des Verstorbenen bei den Santal ist umul, was auch „Schatten“ bedeuten kann. Der Mensch hat einen Schatten oder Doppelgänger, der nicht mit dem Körper verbunden ist. Wenn die Santal-Bestattungsriten beendet sind, fühlt sich der umul besänftigt und der Verstorbene wird zu einem Ahn. Die Jenseitsreise ist eine Lücke im mythischen Denken der Santal, aber kein direkter Widerspruch dazu, was es den Jadopatia erlaubt, an diesem Punkt zu intervenieren.

### Aufführungspraxis der Bilderzähler

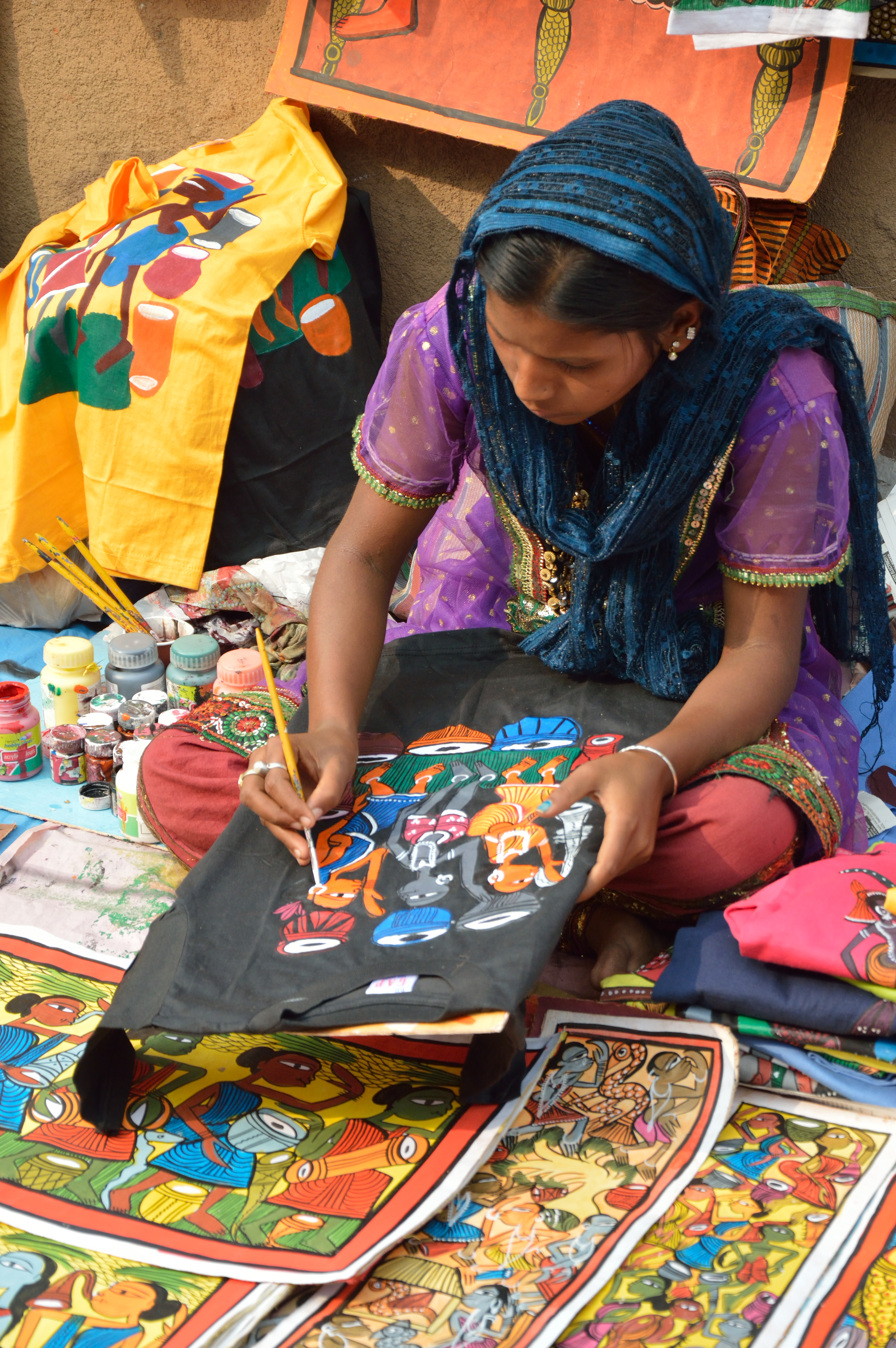
Eine Frau bemalt T-Shirts mit folkloristischen Motiven bei der International Kolkata Book Fair in Kalkutta, 2013

Seit den 1970er Jahren haben die Patua ihre Beschäftigung mit Bildrollen von der Vorführung schwerpunktmäßig auf die Herstellung derselben und von Einzelbildern verlagert. Eine Schätzung gibt für Anfang der 1970er Jahre in Westbengalen 5000 Personen an, die zur Berufskaste der Patua gehörten; Beatrix Hauser (2008) vermutet, dass Anfang der 1990er Jahre höchstens 100 Personen einen Teil des Jahres als Bildrollenerzähler unterwegs waren. Ein Patua, der auf Wanderschaft geht, besucht die Dörfer nach einem Zeitplan, der sich an den hinduistischen Feiertagen und an den Erntezeiten orientiert. Dann sind ein größeres Publikum und eine üppigere Versorgung mit Naturalien zu erwarten. Die Monate von November bis Mai und das mehrtägige Jahresfest Durga Puja Ende September / Anfang Oktober sind allgemein günstige Zeiten für Auftritte. Manche Bilderzähler unternehmen Tagesausflüge, andere ziehen bis zu drei Wochen umher. Einen Übernachtungsplatz findet der Patua unter der Veranda eines Gehöfts oder eines öffentlichen Gebäudes.
Hat der Patua ein kleines Publikum um sich versammelt, erzählt er in einem Wechsel von Liedgesang und rhythmischem Sprechen kleinere Geschichten, die insgesamt kaum mehr als eine halbe Stunde dauern. Ort und Tageszeit seiner Aufführung wählt er auf ein bestimmtes Publikum hin, das sich vorhersehbar besonders spendenbereit zeigen wird: hinduistische Bauersfrauen der unteren und mittleren Schichten. Dem Patua stehen mehrere Strategien zur Verfügung, um die Spendenbereitschaft seines Publikums zu erhöhen:
Bei mythologischen Themen verknüpft er die Schicksale und Abenteuer der Götter, die in der Erzählung nur durch übergroße Opferbereitschaft vor einem tragischen Ende bewahrt werden, mit einem abschließenden gedanklichen Schwenk zum Publikum, das sich in einer vergleichsweisen Situation wie die Figuren in der Erzählung wiederfindet, aus der es sich nur durch ein religiöses Almosen (bhiksa) an den Erzähler befreien zu können glaubt. Der Patua bedrängt also seine Zuhörer solange, bis sie sich entsprechend der Göttergeschichte in einer ausweglosen Situation sehen, und appelliert dann an ihre mit Opferbereitschaft gleichgesetzte Frömmigkeit. Eine Variante hiervon, die ein Patua im Distrikt Medinipur anwendet ist, kurz vor Ende einer Erzählung, das Publikum über die Maßen für seine Großzügigkeit zu loben. Hierbei spricht er unter Umständen einzelne Zuhörer direkt an und verweist auf das mit der Gabe verbundene religiöse Verdienst und – negativ gewendet – auf die Angst des Angesprochenen, gegenüber seiner Umgebung als geizig zu gelten, falls er sich nicht sogleich als großzügig erweist.
Bei den Patua im Distrikt Birbhum endet jede Bildrolle mit zwei oder drei Höllenszenen. Zunächst ist Gott Yama zu sehen, wie er die Sünder ihren wohlverdienten Strafen zuführt. Ausschließlich nackte Frauen sind in den folgenden Bildern abgebildet, die von kräftigen Männern im Hintergrund ihren Qualen zugeführt werden. Zu den Sündenvorwürfen gehören unter anderem Ehebruch (Frau muss zur Strafe den scharfkantigen Stamm einer Dattelpalme hinunterrutschen), Lüge (Zunge wird mit einer heißen Zange herausgerissen), das Anbieten von schlechtem Wasser (Eintauchen in den Höllenpfuhl), fremde Kinder schlagen (Hals wird durchstochen) und wandernden Bettelmönchen kein Almosen geben (zur Strafe ins Feuer geworfen). Wer all diese Sünden nicht begeht und stattdessen dem Patua – der sich geschickt mit dem Bettelmönch gleichsetzt – ein Almosen gibt, vermeidet solcherart Bestrafung. Die beschriebenen Höllenqualen sind erkennbar auf das überwiegend weibliche Publikum zugeschnitten.
Bei allen rhetorischen Bettelkünsten geht es darum, das in der Regel bescheidene und unverbindliche Almosen (bhiksa) an einen Bettler, also an eine Person der niedersten Sozialstufe, mit einer religiösen Gabe (dan), wie sie in den Erzählungen getätigt wird, gleichzusetzen. Dan ist eine selbstlose Schenkung, die der Gläubige im Tempel an eine Gottheit übergibt, es ist eine gute Tat (punya), wofür er keine Gegenleistung erwartet. Außerdem werden Beschäftigte von niedrigem Rang mit dan für ihre Dienstleistungen entlohnt. Der wesentliche Unterschied ist die langfristige Bindung, die zwischen dem Geber und dem Empfänger von dan entsteht und nach welcher der Patua strebt. Heute ist es der Käufer einer Bildrolle, der mit dem Gefühl gehen soll, eine gute Tat vollbracht zu haben.